# Milà-Sanremo 1992
La Milà-Sanremo 1992 fou la 83a edició de la Milà-Sanremo. La cursa es disputà el 21 de març de 1992 i va ser guanyada per l'irlandès Sean Kelly, que s'imposà a l'esprint al seu company d'escapada, Moreno Argentin, a la meta de Sanremo.
219 ciclistes hi van prendre part, acabant la cursa 206 d'ells, rècord en la història de la cursa.

## Classificació final
|    | Ciclista         | Equip               | Temps      |
| -- | ---------------- | ------------------- | ---------- |
| 1  | Sean Kelly       | Festina             | 7h 31' 42" |
| 2  | Moreno Argentin  | Ariostea            | m. t.      |
| 3  | Johan Museeuw    | Lotto-Mavic-MBK     | + 03"      |
| 4  | Uwe Raab         | PDM-Ultima-Concorde | m. t.      |
| 5  | Scott Sunderland | TVM-Sanyo           | m. t.      |
| 6  | Olaf Ludwig      | Panasonic-Sportlife | m. t.      |
| 7  | Nico Verhoeven   | PDM-Ultima-Concorde | m. t.      |
| 8  | Etienne de Wilde | Team Telekom        | m. t.      |
| 9  | Laurent Jalabert | ONCE                | m. t.      |
| 10 | Rolf Sørensen    | Ariostea            | m. t.      |